# Rotbrustfalke
Der Rotbrustfalke (Falco deiroleucus) ist ein fleischfressender Vogel aus der Familie der Falkenartigen. Die auffällig gefärbte und kräftig gebaute Art ist ein wenig erforschter Bewohner tropischer und subtropischer Wälder in Mittel- und Südamerika. In großen Teilen seines Verbreitungsgebiets gilt der Rotbrustfalke als selten bis sehr selten, sein Fortbestehen wird vor allem durch Zerstörung und Fragmentierung seines Lebensraums bedroht.

## Merkmale
Der Rotbrustfalke ist ein mittelgroßer, stämmig gebauter Vertreter seiner Familie. Auffällig sind die im Verhältnis zur Körpergröße sehr großen, massiven Füße mit langen Zehen, die in schweren Klauen enden. Diese stellen anscheinend eine Anpassung an die Notwendigkeit dar, wehrhafte Beute im Flug zu greifen und bis zum Erreichen eines geeigneten Futterplatzes sicher festhalten zu können. Der scharfe Schnabel ist stark gebogen und wirkt seitlich zusammengepresst. Die Flügel sind vergleichsweise lang und besonders an der Basis recht breit. Der Schwanz ist hingegen eher kurz und abgerundet, auch seine Basis ist verhältnismäßig breit. Hinsichtlich Größe und Gewicht liegt bei der Art ein besonders starker Sexualdimorphismus vor, wobei die Unterschiede zwischen den Geschlechtern beim Rotbrustfalken größer ausfallen als bei jedem anderen räuberischen Vogel der Neuen Welt, mit Ausnahme des Eckschwanzsperbers (Accipiter striatus). Während ausgewachsene Männchen ein Gewicht zwischen 330 und 360 g erreichen können, liegen die zierlichsten Weibchen bei etwa 550 g. Besonders große weibliche Exemplare können hingegen bis zu 654 g schwer werden. Die Flügelspannweite der Männchen beträgt 231 bis 253 mm, bei Weibchen sind es 265 bis 289 mm. Darüber hinaus können die Geschlechter anhand der Kopfform unterschieden werden: Wirkt diese bei weiblichen Vögeln schmal und langgestreckt, ist sie bei den Männchen eher kantig und klobig. Hinsichtlich der Gefiederfärbung unterscheiden sich die Geschlechter hingegen nicht. Kopf und Wangen sind mattschwarz gefärbt, was sich am Rücken und an der Oberseite der Flügel bis zu den Schwanzfedern fortsetzt. In diesen Bereichen besitzen die schwarzen Federn jedoch schiefergraue bis bläulich-schwarz wirkende Ränder an den Spitzen. An den Schwungfedern sind die Ränder heller und können fast weiß aussehen. An der Kehle findet sich ein perlweißer Fleck, der von orangefarbenen bis rötlich-braunen Konturfedern umgeben ist, was sich bis in den oberen Brustbereich fortsetzt. Hier wirken die Farben zunehmend verwaschener und von weißen Flecken und Tupfern durchzogen. Weiter zum Bauch hin wird diese Färbung durch ein auffälliges Streifenmuster in Schwarz-, Weiß- und Orangetönen ersetzt. Am Unterleib, den befiederten Schenkeln und den Sekundärfedern an der Unterseite des Schwanzes tritt erneut die orange bis rötlich-braune Farbe wie im oberen Brustbereich zu Tage. Die unbefiederten Körperteile sind in einem kräftigen Gelb gefärbt, wobei Wachshaut und Augenringe in seltenen Fällen leicht ins Grünliche übergehen können. Die Augen sind dunkelbraun, der Schnabel und die Klauen sind hingegen gräulich bis schwärzlich gefärbt.
Rotbrustfalken im Jugendkleid können vor allem anhand einer bräunlicheren Färbung an der Oberseite von ausgewachsenen Exemplaren unterschieden werden. Brust- und Bauchbereich zeigen eine ausgeprägtere Bänderung als bei den Adulten, die neben Schwarz auch zimtfarbene oder gelbbraune Töne enthalten kann, der Weißanteil fehlt hingegen noch völlig.

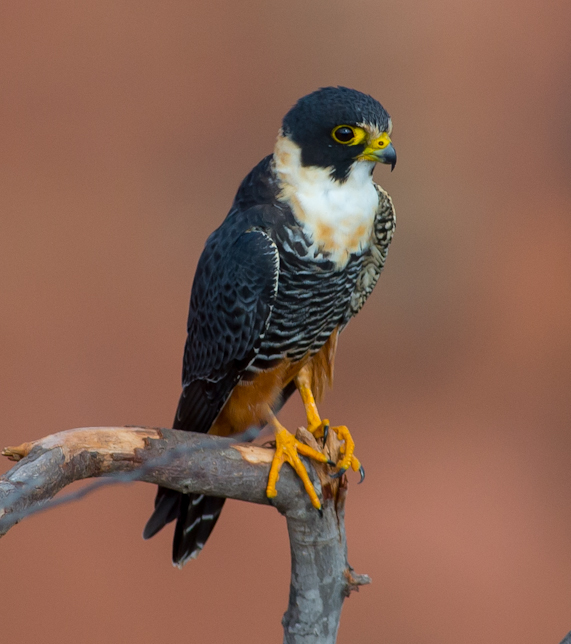
Der nah verwandte Fledermausfalke (F. rufigularis) wird häufig mit dem Rotbrustfalken verwechselt.

Verwechslungen mit dem ausgesprochen ähnlich gefärbten und vermutlich eng verwandten Fledermausfalken (F. rufigularis), dessen Verbreitungsgebiet sich mit dem des Rotbrustfalken überschneidet, kommen sehr häufig vor. Deutlichstes Unterscheidungsmerkmal der beiden Arten ist die geringere Körpergröße des Fledermausfalken, wobei die größten Weibchen dieser Art in etwa die Maße kleinerer Männchen des Rotbrustfalken erreichen können. Weitere Anhaltspunkte können die massiveren und proportional größer wirkenden Köpfe und Füße des Rotbrustfalken sein. Die in der Vergangenheit von vielen Autoren als diagnostisches Merkmal genannte rötlich-orangefarbene Brust ist hingegen nicht zur Unterscheidung geeignet. Die eindeutige Zuordnung bleibt in jedem Fall schwierig und kann oft nur von erfahrenen Ornithologen vorgenommen werden.

## Verhalten
Der Rotbrustfalke besetzt offenbar dieselbe oder eine sehr ähnliche ökologische Nische, wie sie in vielen anderen Regionen der Welt durch den deutlich bekannteren Wanderfalken (F. peregrinus) besetzt wird. Der ansonsten kosmopolitisch vorkommende Wanderfalke fehlt im Verbreitungsgebiet des Rotbrustfalken vollständig. Auf Grund der Seltenheit von Beobachtungen und des erwähnten, hohen Verwechslungspotenzials mit anderen Arten ist das bevorzugte Habitat des Rotbrustfalken bis zu einem gewissen Grad umstritten. Ältere Fachpublikationen nennen üblicherweise offene Wälder und Waldränder als bevorzugten Lebensraum, wohingegen aktuellere Untersuchungen eher darauf hindeuten, dass die Art vergleichsweise komplexe Ökotone mit ungestörtem, dichtem Primärwald unterbrochen von hohen Klippen, Lichtungen oder Flussläufen bewohnt. Dazu gehören sowohl tropisch feuchte, immergrüne Wälder als auch trockenere, teilweise laubwechselnde Waldformen. Die südlichsten Populationen des Rotbrustfalken scheinen dabei offenbar toleranter für offene, eher trockene Landschaftsformen wie Savannen mit Galeriewäldern entlang von Flussufern zu sein. Ausgedehnte Gleitflüge zur Abgrenzung des eigenen Territorium unternimmt die Art eher nicht. Stattdessen werden die Vögel meistens gesichtet, wenn sie an besonders exponierten Punkten auf Beute lauern. Wie territorial Rotbrustfalken sich gegenüber Artgenossen verhalten, ist unbekannt. Zumindest gelegentlich werden Eindringlinge jedoch aus dem eigenen Territorium vertrieben. Nach Regenfällen „baden“ Rotbrustfalken in der feuchten Vegetation, indem sie knapp über den Baumwipfeln gleiten und wiederholt absichtlich leichte Kollisionen mit dem Blattwerk besonders hoher Bäume verursachen.

### Ernährung

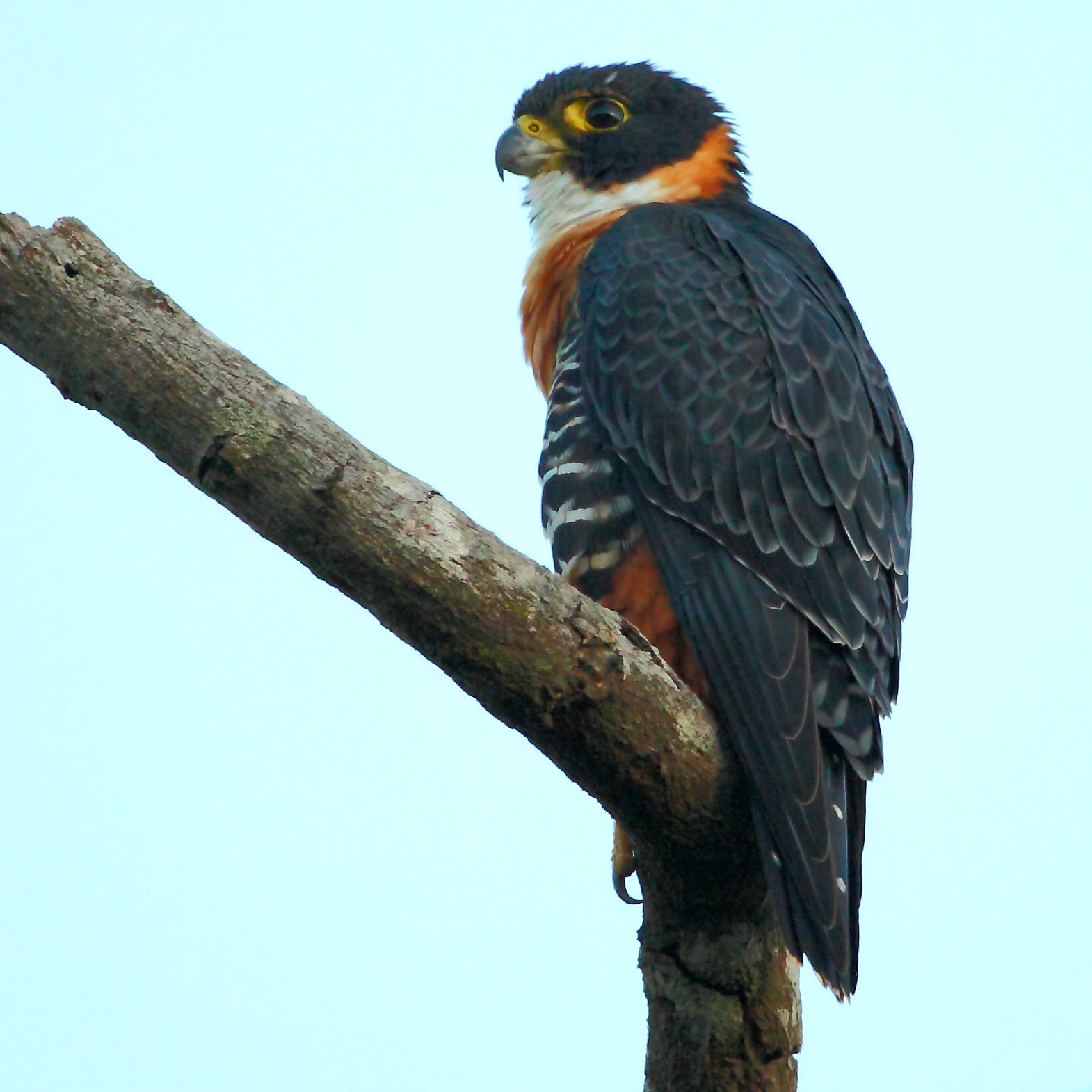
Rotbrustfalke auf seiner Sitzwarte

Rotbrustfalken ernähren sich ausschließlich karnivor, ihre bevorzugte Beute sind kleinere bis mittelgroße Vögel und Fledermäuse. Vögel machen allein einen Anteil von etwa 85 % der gesamten Nahrung aus. Zu den verfolgten Arten gehören vor allem solche, die einen Großteil ihrer Zeit in den Baumwipfeln oder auf ausgedehnten Gleitflügen oberhalb des Blätterdachs verbringen. Zu ersteren zählen unter anderem Tauben und kleinere Papageien, während letztere vor allem durch Vertreter der Segler repräsentiert werden. Ergänzt wird der Speiseplan durch größere Insekten, die vor allem von jüngeren Rotbrustfalken erbeutet werden, die noch nicht lange eigene Jagdversuche unternehmen. Bevorzugte Jagdmethode ist die Lauerjagd von einer Sitzwarte, die häufig von besonders exponierten Punkten wie den Rändern hoher Klippen begonnen wird. Wurde ein potenzielles Beutetier ausgemacht, tauchen die Rotbrustfalken mit einer flüssigen, schnellen Bewegung herab und versuchen, die Beute aus dem Flug heraus zu schlagen. Die Jagd auf höher fliegende Beute ist hingegen durch schnelle Steigflüge, mit schnellen, kraftvollen Flügelschlägen geprägt. Seltener kommen auch Jagdversuche aus dem eigenen Gleitflug vor, hier sind dann zumeist selbst im Flug befindliche Vögel das Ziel. Während der Brutzeit werden gelegentlich kooperative Jagden von Rotbrustfalkenpaaren beobachtet. Im Rahmen einer Studie an brütenden Rotbrustfalken in Guatemala aus dem Jahr 1996 beobachteten Forscher insgesamt 208 Jagdversuche, von denen lediglich neun zum Erfolg führten. Dies entspricht einem Anteil erfolgreicher Jagden von nur 4,3 %, was den niedrigsten festgestellten Wert bei einem Raubvogel überhaupt darstellt.

### Fortpflanzung
Das Fortpflanzungsverhalten der Art wurde bislang selten beobachtet, in den am besten dokumentierten Fällen aus Guatemala, am nördlichen Rand des Verbreitungsgebiets, begannen die Vögel jedoch bereits während der Trockenzeit im Januar und Februar damit, eindeutiges Balzverhalten zu zeigen. Die Ablage der Eier findet in dieser Region Ende März und Anfang April statt, was dazu führt, dass die Nachkommen in etwa mit dem Einsetzen der Regenzeit im Juni oder Juli flügge werden können. Die Balz findet oft an Felsvorsprüngen oder ähnlich exponierten Orten statt. Zu den gezeigten Verhaltensweisen gehören gemeinsames Singen über längere Zeiträume, Scharren mit den Füßen und gegenseitige Verbeugungen aus einer horizontalen Körperhaltung heraus. Des Weiteren werden dem Partner die eigenen Flugkünste durch das Fliegen besonders enger Kurven und plötzliche Sturzflüge demonstriert. Die Begattung findet anschließend zwei- bis dreimal täglich statt und wird häufig durch die Übergabe von Nahrung vom Männchen an das Weibchen eingeleitet.
Sofern entsprechende Orte in einer Region verfügbar sind, zeigen Rotbrustfalken eine starke Präferenz für die Auswahl von Felsenklippen, umgeben von dichtem Primärwald, als Nistplatz. Ein Nest im eigentlichen Sinne errichten die Falken nicht, stattdessen werden die Eier an unzugänglichen Stellen wie Löchern oder Vorsprüngen mitten in der Felswand abgelegt. Bietet ein Gebiet keine solchen Klippenformationen, dienen die Kronen besonders hoher Bäume als alternativer Brutplatz. Entscheidend ist offenbar ein guter Ausblick über das umliegende Terrain, des Weiteren suchen die Vögel anscheinend in allen Fällen die Nähe zu Wasserquellen wie etwa Flussläufen. Wurde ein passender Ort ausgewählt, legt das Weibchen zwei bis drei, gelegentlich auch vier Eier. Die erste echte Beschreibung der Eier stammt aus dem Jahr 1988, ältere Beschreibungen aus den 1960er-Jahren stellten sich hingegen als fehlerhaft heraus. Ihre Schale zeigt eine weiße Grundfärbung mit einem hell- bis dunkelbraunen Fleckenmuster in unterschiedlicher Ausprägung. Die Form ist elliptisch und an der Oberseite leicht spitz zulaufend, die durchschnittliche Größe liegt bei etwa 49 × 39 mm. Das durchschnittliche Gewicht ist bislang nicht dokumentiert, anhand der Größe ergibt sich jedoch ein geschätztes Gewicht von etwas mehr als 40 g.
Die Inkubationszeit des Geleges liegt bei etwa 30 bis 40 Tagen, die Bebrütung erfolgt fast ausschließlich durch den weiblichen Altvogel. Das Männchen löst seine Partnerin wenn überhaupt nur für kurze Zeiträume und erst kurz vor dem Schlüpfen der Eier ab. Beteiligen sich die Männchen doch aktiv am Brutgeschäft, wirken sie dabei oft unbeholfen, treten etwa regelmäßig auf die Eier und müssen ihre Position auf dem Gelege ständig korrigieren. Die Weibchen hingegen schirmen die Eier geschickt mit halb ausgebreiteten Flügeln vor der direkten Sonneneinstrahlung ab. Der männliche Falke ist während der Inkubationsphase für das Heranschaffen der Nahrung zuständig. Für die Übergabe der Beute betritt das Männchen den Nistplatz nicht direkt, stattdessen ruft es seine Partnerin aus einiger Entfernung mit einem spezifischen Gesang zu sich. Die Übergabe selbst kann entweder auf einem Baum oder auch in der Luft erfolgen. Reagiert das Weibchen nicht auf die Kontaktrufe oder lehnt es die angebotene Beute ab, deponiert das Männchen diese für den späteren Verzehr in einem nahe gelegenen Versteck. Nach dem Schlüpfen werden die Nestlinge noch einige Zeit lang von der Mutter gehudert. Sind die Altvögel nicht in der Nähe, können die Jungen oft dabei beobachtet werden, wie sie neugierig die unmittelbare Umgebung des Nistplatzes erkunden. Später, nach der Ausbildung des ersten Federkleids, verbringen die Jungvögel viel Zeit mit ihren ersten Jagdversuchen, wobei neben Insekten auch vorbeifliegende Vögel, die eigenen Geschwister oder die Altvögel das Ziel dieser „Jagden“ sein können. Während der gesamten Nestlingsphase sind die Jungvögel ungewöhnlich still und betteln selten wirklich lautstark um Nahrung. Wie lange die Nachkommen von der Versorgung durch die Eltern abhängig bleiben, ist unbekannt, da erfolgreiche Paare im folgenden Jahr häufig erneut zu ihrem Vorjahres-Nistplatz zurückkehren, ist jedoch davon auszugehen, dass die Jungen deutlich vor dem Beginn der nächsten Balzzeit vollständig unabhängig werden. Ebenfalls nicht bekannt ist das Alter, in dem Rotbrustfalken die Geschlechtsreife erlangen und selber erste Brutversuche unternehmen. Bei verwandten Arten ähnlicher Größe liegt dieses bei mindestens zwei Jahren.

### Lautäußerungen
Besonders während der Brutzeit gelten Rotbrustfalken als lautstarke und ruffreudige Vögel. Hierbei sind verschiedene Lautäußerungen mit jeweils eigener Funktion unterscheidbar. Die Ornithologen J. Peter Jenny und Tom J. Cade nennen in ihrer Studie aus dem Jahr 1986 drei unterschiedliche Rufe: einen hohen, kurzen und häufig wiederholten „Verteidigungsruf“, der ähnlich dem des Rundschwanzsperbers (Accipiter cooperii) klingen soll, einen tieferen und langsameren „Bettelruf“ sowie ein weiches, einsilbiges Pfeifen, das als Erkennungszeichen zwischen Paaren interpretiert wird. Baker et al. unterscheiden in ihrer umfangreichen Studie aus den 1990er-Jahren hingegen sogar acht verschiedene Lautäußerungen mit jeweils erkennbar unterschiedlichem Zweck. Unter anderem wollen die Forscher eigene Rufe und Gesänge für die territoriale Abgrenzung, die Ankunft am eigenen Nistplatz und die Einleitung der Kopulation erkannt haben. Einige der Lautäußerungen sollen dabei geschlechtsspezifisch sein und nur von jeweils einem der beiden Partner vorgetragen werden.

## Verbreitung und Gefährdung

Wahrscheinliches Verbreitungsgebiet des Rotbrustfalken. Eindeutige Nachweise für das Vorhandensein der Art in einer bestimmten Region sind zuweilen schwierig zu erbringen.

Der Rotbrustfalke ist grundsätzlich ein Flachlandbewohner, der regional aber bis auf eine Höhe von 2400 m nachgewiesen werden kann. Typischerweise gelingen Sichtungen jedoch eher in tiefer gelegenen Gegenden bis auf etwa 1700 m. Die Art bewohnt ein sehr großes, jedoch ausgesprochen unzusammenhängendes Verbreitungsgebiet in Süd- und Mittelamerika. Sichere Nachweise gelangen bislang aus allen südamerikanischen Ländern mit Ausnahme Uruguays und Chiles sowie aus Panama, Guatemala und Belize. Die Art gilt überall als selten bis sehr selten, in vielen südamerikanischen Ländern gehört die Art vermutlich sogar zu den seltensten fleischfressenden Vögeln überhaupt. Ob der Rotbrustfalke auch noch weiter nördlich in Mexiko vorkommt, ist unklar. Alle aus diesem Land bekannten Sichtungen nach wissenschaftlicher Methodik stammen aus der Mitte des 20. Jahrhunderts oder sind noch älter. Eine Schwierigkeit bei der Bestimmung der Häufigkeit stellt die große Ähnlichkeit mit dem ebenfalls neotropisch verbreiteten Fledermausfalken dar. Hier kommt es regelmäßig zu zweifelhaften und fehlerhaften Sichtungen. In den Jahren 1999 und 2000 führten Forscher systematische Suchaktionen in mehreren Ländern des südlichen Zentralamerikas durch. Hierbei fokussierten sie sich auf Waldgebiete, die exponierte Kalksteinklippen bieten und daher besonders als Lebensraum für die Art geeignet sein müssten. Dabei blieben Sichtungen von Rotbrustfalken entweder vollständig aus oder waren sehr selten. Dies deutet darauf hin, dass die mittelamerikanische Population von ihren südamerikanischen Artgenossen isoliert ist und somit kein genetischer Austausch zwischen diesen Populationen mehr stattfinden kann. Die IUCN stuft den Rotbrustfalken zur Zeit als „potenziell gefährdet“ (Status near threatened) ein. Trotz eines erkennbar negativen Populationstrends führt die Organisation hauptsächlich das sehr große Verbreitungsgebiet als Argument gegen eine Einstufung in eine höhere Bedrohungskategorie an. Als größte Bedrohung für den Fortbestand der Art gilt die zunehmende Entwaldung der Region und die damit einhergehende Fragmentierung ihres Lebensraums. Alfred Laubmann hatte für sein Werk Die Vögel von Paraguay keinen Balg zur Verfügung. Als einzigen Nachweis in der der Literatur betrachtete er Falco (Hypotriorchis) aurantius Gmelin, JF, 1788 nach Arnaldo de Winkelried Bertoni, ein Synonym zur Nominatform, vom Oberlauf des Río Paraná als plausibel für das Land. Hypotriorchis melanogyne Bertoni, W, 1901 ebenfalls aus der Gegend, sah er im Gegensatz zu James Lee Peters nicht als Synonym zum Rotbrustfalken, sondern als Synonym zum Fledermausfalken.

## Systematik
Die wissenschaftliche Erstbeschreibung des Rotbrustfalken stammt aus dem Jahr 1825 und geht auf den niederländischen Zoologen Coenraad Jacob Temminck zurück. Temminck veröffentlichte sie im Rahmen seiner 59 Lieferung von 102 die zwischen 1820 und 1839 erschienenen und im ornithologischen Werks Nouveau recueil de planches coloriées d'oiseaux zusammengefasst wurden, in dem er eine ganze Reihe neuer Taxa beschrieb. Die Art gilt zur Zeit als monotypisch.
Der Rotbrustfalke ist ein Mitglied der artenreichen Gattung Falco Linnaeus, 1758 innerhalb der Familie der Falkenartigen (Falconidae). In der traditionellen Systematik der Familie werden für den Rotbrustfalken enge verwandtschaftliche Beziehungen zum Fledermausfalken (F. rufigularis) sowie zum Aplomadofalken (F. femoralis) angenommen, wobei sich diese Einschätzung vor allem auf morphologische und geographische Überschneidungen der drei Arten stützt. Moderne molekulargenetische Untersuchungen scheinen zu bestätigen, dass es sich bei Rotbrust- und Fledermausfalke um Zwillingsarten handelt. Gemeinsam bilden sie die Schwestergruppe zu einer in der Alten Welt und Australien verbreiteten Klade aus insgesamt sechs Falco-Arten, zu denen unter anderem der auch in Europa verbreitete Baumfalke (F. subbuteo) gehört. Für eine besonders nahe Verwandtschaft zwischen Rotbrust- und Aplomadofalke konnten hingegen keine Anhaltspunkte gefunden werden. Stattdessen scheint letztere Art eher dem geographisch völlig anders zu verortenden Maorifalken (F. novaeseelandiae) nahezustehen.

## Etymologie
Der Begriff Falco leitet sich von lateinisch falco, falconis, falcon, flectere ‚Falke, krümmen‘ ab. Der Artname deiroleucus ist ein Wortgebilde aus δειρη deirē, deutsch ‚Kehle‘ und λευκος leukos, deutsch ‚weiß‘. Aurantius hat seinen Ursprung in lateinisch aurantius, aurantia ‚orangefarben, orange‘.